# 7583 Rosegger
7583 Rosegger este un asteroid din centura principală de asteroizi.

## Descriere
7583 Rosegger este un asteroid din centura principală de asteroizi. A fost descoperit pe 17 ianuarie 1991 la Tautenburg de Freimut Börngen. Asteroidul prezintă o orbită caracterizată de o semiaxă mare de 3,00 ua, o excentricitate de 0,06 și o înclinație de 10,8° în raport cu ecliptica.